# 集中式城郭

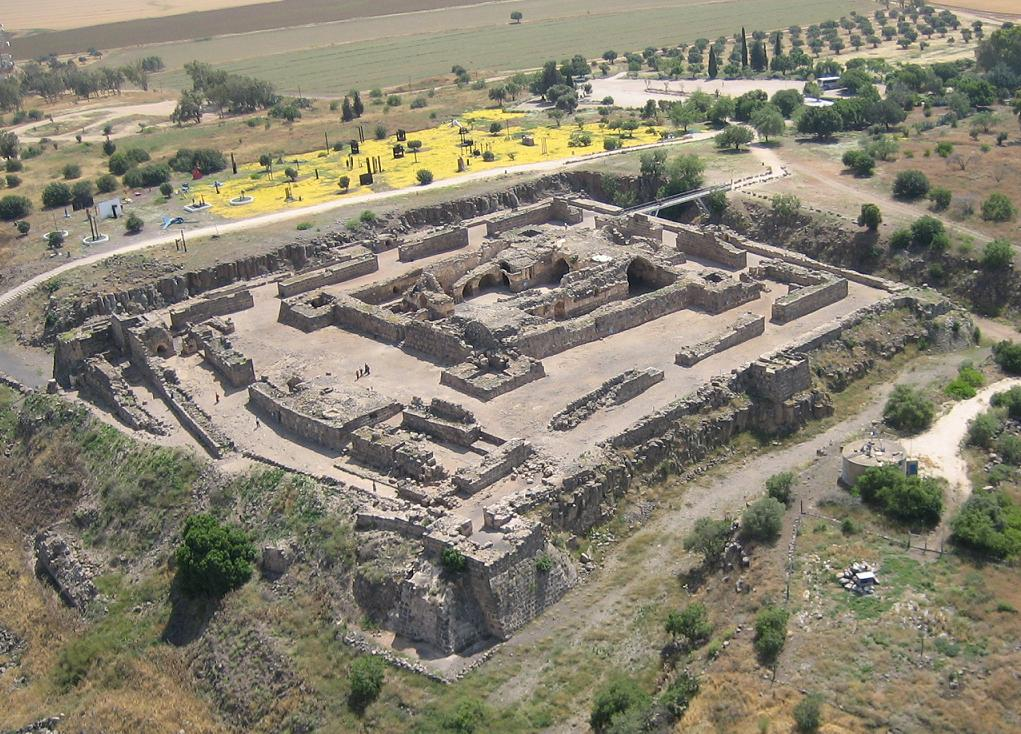
ベルヴォア砦

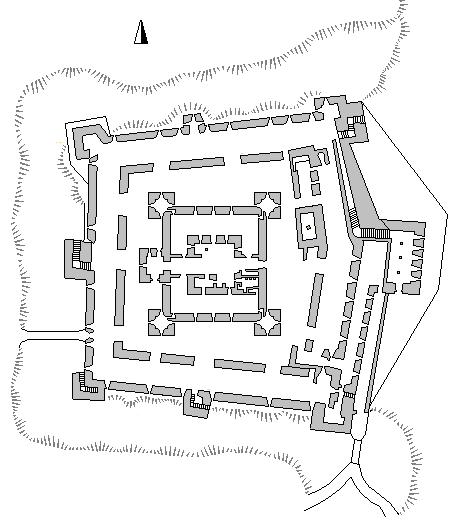
ベルヴォア砦 平面図

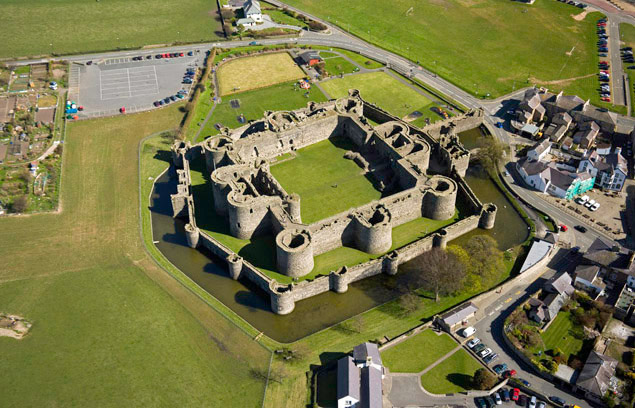
ビューマリス城（カーテンウォール式城郭）

集中式城郭（しゅうちゅうしきじょうかく、英語: concentric castle、フランス語: château concentrique）とは、城の中心である天守を二重またはそれ以上の城壁（カーテンウォール）で取り囲んで防御している城のこと。またはその築城技術をいう。城壁は外周より内周のほうがより高く造られており、最外周の城壁が攻城兵器に対抗している間、より内周の城壁は高い位置から弓を用いて防御を行うことができた。地形に制約がない場合は、城壁は方形に造られることが多かった。

## 歴史

### 古代
市街地を幾重もの城壁で取り囲んで防御する築城技術は、アッシリアやペルシア帝国、古代エジプト、バビロニアに遡ることが出来る。
この都市自体を二重またはそれ以上の城壁で囲む方式は、旧約聖書にも登場するラキシュ（ラキシ）で発掘により確認されており、アッシリアの首都ニネヴェのセンナケリブの宮殿の壁には、このラキシュを攻略したことを記念するレリーフが埋め込まれている。古代の都市バビロンも集中式城郭であり、東ローマ帝国の首都コンスタンティノープルもまた二重の城壁を備えていた。

### 中世
城として集中式城郭が確認できる最も古いものは、12世紀に十字軍の聖ヨハネ騎士団が現在のイスラエルで建てたベルヴォア砦であろう。また同じく12世紀に造られたシリアにあるクラック・デ・シュヴァリエ城塞は現在最も保存状態が良い集中式城郭とされている。
12世紀に、集中式城郭の建設技術は十字軍により西ヨーロッパに伝播したとされている。モットの頂上に置かれた石造りの直方体の天守塔キープが、二重またはそれ以上の城壁で守られていた。内側に行く程、壁を高くして、外壁を破られても内側の防御が有利になるよう工夫されている場合もあった。
石造りの城を攻撃するためには、地下道を掘って城壁を崩したり、攻城塔や破城槌を使う従前の方法だけでなく、12世紀後半には十字軍が中東から学んだカタパルト (投石機)が使われるようになる。投石機は50kgの石を200m余り飛ばすことが出来るものもあり、14世紀末に大砲にその役が取って代わられるまで城攻めの中心的兵器であった。この投石機より飛来する石弾の衝撃を逸し吸収するため、直方体の塔は多角形を経て円筒形になり、また壁の厚みも増していった。
集中式城郭の建設コストは非常に高く、聖ヨハネ騎士団やテンプル騎士団、または西ヨーロッパ内では裕福で強力な王や領主しか築城し維持することが出来なかったとされる。
カタパルト (投石機)と並んで弓矢による攻撃技術も発展したが、城に立て籠もった防御側の抵抗手段は塔の上から石や熱した油を落とす程度のものであった。12世紀後半になり、塔や城壁に矢狭間を設けてクロスボウを用いて反撃を行うようになった。城壁には壁面から突出する半円形の塔（側防塔）を配し、そこに矢狭間を設けることで城壁に取り付く敵兵に左右から射掛けることが可能となった。こうして城の軍事的機能の中心は天守塔（キープ）から側防塔を配した城壁に移行していった。ついには、城とは強固な城門（ゲートハウス）と側防塔を配した城壁そのものとなり、城壁に内接する形で居住スペースなどの建物が配置された。この様式の城（城壁）のことを特にカーテンウォール式城郭と呼ぶこともある。カーテンウォール式城郭では天守塔（キープ）の軍事的意味は消滅し、強固な城門であるゲートハウスがその役目を担うことになった。